# Le Curial
Le Curial (c'est-à-dire « le courtisan ») est un texte de la littérature française du XVe siècle, traité moral en forme de lettre faisant la satire de la vie de cour, existant à la fois en latin (De vita curiali detestanda tamquam miseriis plena) et en moyen français. L'opinion prévalant de nos jours (après les discussions du passé) est que la version originale, qui est la latine, est une œuvre d'Alain Chartier, composée vers 1427, et que la traduction en moyen français, de très peu postérieure, est anonyme.
Le texte se présente comme une lettre à un destinataire désigné au début par l'apostrophe « carissime frater » (« mon frere tresamé »), que l'auteur s'efforce de dissuader de venir le rejoindre à la cour, où la vie est présentée comme un véritable esclavage, incompatible avec la pratique de la vertu, exposant aux compromissions et aux aléas de la fortune, et n'offrant que des satisfactions illusoires et mensongères. Le destinataire a été traditionnellement identifié comme Guillaume Chartier, frère puîné d'Alain Chartier et futur évêque de Paris ; cette idée est réfutée par Pascale Bourgain-Hémerick, dernière éditrice du texte, pour qui, dans cette épître littéraire, il s'agit bien plutôt d'un destinataire imaginaire. L'auteur s'est inspiré notamment de Juvénal et de Sénèque.
L'ouvrage a été principalement connu, au XVe  et au XVIe siècle, dans sa traduction en moyen français, à tel point qu'il a été au moins deux fois retraduit en latin : par Robert Gaguin en 1473 ; et par Jean de Pins (sous le titre De vita aulica).
Une conception alternative sur la genèse du texte a été formulée par Ferdinand Heuckenkamp, qui en fut un éditeur à la fin du XIXe siècle : selon lui, Alain Chartier n'aurait été que le traducteur en moyen français d'un original latin qui n'était pas de lui ; il se fonde sur l'indication contenue dans une édition antérieure de la version latine (dans l'Amplissima collectio d'Edmond Martène et Ursin Durand, tome II, Paris, 1724, col. 1459 sqq.), qui utilisait le ms. 978 de la bibliothèque de Tours indiquant comme titre Epistola LXXVI. Ambrosii de Miliis ad Gontherum. Dehortatur eum a curia. Cette position fut réfutée peu après par Arthur Piaget, qui établit celle qui a prévalu depuis lors parmi les spécialistes (notamment Mme Bourgain-Hémerick).
Le thème des misères de la vie de courtisan est un lieu commun de la littérature du XVe siècle, qu'on retrouve entre autres dans la De curialium miseriis epistola d'Æneas Sylvius Piccolomini (1444) et dans le roman en moyen français intitulé L'Abuzé en court (milieu du siècle, longtemps attribué à René d'Anjou). 

## Édition récente
- Pascale Bourgain-Hémerick (éd.), Les œuvres latines d'Alain Chartier, Paris, Éditions du CNRS, 1977.